# Decennium
Een decennium (meervoud: decennia of decenniën) is een periode van tien jaar. Het woord is afkomstig van het Latijnse decem, dat tien betekent, in combinatie met annus voor jaar. In een meer specifieke betekenis is een decennium een van de perioden van tien jaren waarin de jaartelling de tijd regelmatig indeelt. Het eerste decennium, gevolgd door het tweede decennium en zo verder. Het eerste decennium bestaat dan uit de eerste tien jaren, en begint met het jaar 1 en eindigt als er 10 jaren voorbij zijn, dus met het jaar 10. Het tweede decennium begint met het jaar 11 en eindigt met het jaar 20. Elk volgend decennium begint met een jaartal dat eindigt op 1 en eindigt met een jaartal dat door 10 deelbaar is, dus met een jaartal eindigend op 0. 
Hoewel de Gregoriaanse kalender toen nog niet bestond, bestaat het eerste decennium – dus de eerste 10 jaren – uit de jaren 1 tot en met 10. Er is dus geen jaar 0. De internationale norm ISO 8601 gebruikt de proleptische gregoriaanse kalender en kent weliswaar een jaartal 0000, maar dat is het jaar 1 v.Chr., dus het jaar voor het jaar 1.
De internationale norm ISO 8601 laat een decennium beginnen met een zogenaamd decenniumjaar, een jaar met een jaartal dat deelbaar is door 10. De periode 1960 t/m 1969 (de jaartallen van vier cijfers die beginnen met 196) vormen een decennium, en wel de 60er jaren. Het eerste decennium van onze jaartelling bestaat dan uit de jaren 10 tot en met 19. Zo'n decennium is dan bijvoorbeeld ook de periode van de jaren 2020 tot en met 2029, de "jaren twintig" van de 21e eeuw. Alle artikelen over de decennia in deze encyclopedie volgen deze indeling, bijvoorbeeld 2010-2019.

## Decennia met een naam
- Het interbellum, de periode tussen de twee wereldoorlogen, bestond uit twee decennia:
  - de roaring twenties (1920-1929) gevolgd door
  - de Grote Depressie (1930-1939)